# Dorstenia tenuiradiata
Dorstenia tenuiradiata är en mullbärsväxtart som beskrevs av Gottfried Wilhelm Johannes Mildbraed. Dorstenia tenuiradiata ingår i släktet Dorstenia och familjen mullbärsväxter. Inga underarter finns listade i Catalogue of Life.